# 尖鳍鲤
尖鳍鲤（学名：Cyprinus acutidorsalis）为輻鰭魚綱鯉形目鲤科鲤属的鱼类，是中国的特有物种。分布于广西钦江水系的海南岛等，體長可達27公分。该物种的模式产地在广西钦州。

## 外部連結
- 尖鳍鲤的圖片 （页面存档备份，存于）

## 扩展阅读
維基物種上的相關：尖鳍鲤